# 1316 en santé et médecine
| Années de la santé et de la médecine : 1313 - 1314 - 1315 - 1316 - 1317 - 1318 - 1319    |
| Décennies de la santé et de la médecine : 1280 - 1290 - 1300 - 1310 - 1320 - 1330 - 1340 |

Cet article présente les faits marquants de l'année 1316 en santé et médecine.

## Événements
- Juillet : fondation de l'hôpital de la Madeleine à Saint-Denis, faubourg de Paris, par Imbert de Lyons « pour y recevoir les pauvres femmes qui ne faisaient que passer[1] » et qui sera confié par Jean de Meulan, évêque de Paris, aux sœurs hospitalières de Saint-Gervais, dites les Filles-Dieu.
- Institution d'une « pharmacie du Vatican » (speciarius vaticanus), « dont le chef fournissait non seulement les médicaments au pape, mais encore dirigeait l'activité des maîtres en pharmacie[2] ».
- L'hôpital de Strasbourg, probablement fondé en 1119, est transféré hors de l'enceinte de la ville à cause de la peste et de la famine ; détruit en 1393, il sera installé en 1398 sur les lieux qu'occupe aujourd'hui le Nouvel Hôpital civil.
- Fondation de l'hôpital Saint-Georges, hors les murs de la ville de Sion dans le Valais, non loin de la porte de Loèche, par le forgeron Christian de Husogny[3].
- Fondation de la maladrerie de Peyrouzes, sur le territoire actuel de la commune de Venerque en Languedoc[4].
- Une maladrerie est attestée à Embrun, en Savoie[5].
- 1316-1319 : fondation de l'hôpital de Molsheim, en Alsace, par Jean Ier, évêque de Strasbourg[6],[7].

## Publication

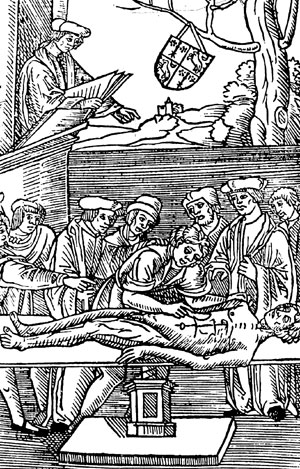
« Théâtre anatomique »
Anathomia, 1532
Mondino de Liuzzi

- Mondino de Liuzzi achève son Anathomia, traité où il affirme avoir disséqué le cadavre de deux femmes, en janvier et mars 1315.

## Décès
- 22 décembre : Gilles de Rome[8] (né en 1247), disciple de Thomas d'Aquin, docteur de l'université de Paris, précepteur du futur roi de France Philippe le Bel, prieur général des augustins, archevêque de Bourges, auteur d'un ouvrage médical de référence « sur la formation du corps humain dans l'utérus » (De formatione corporis humani in utero[9]).
- Vers 1316 : Nicolas de Pologne (né vers 1235), médecin dominicain, probablement originaire de Silésie.